# Artur Maratowitsch Sochijew
Artur Maratowitsch Sochijew (russisch Артур Маратович Сохиев, engl. Transkription: Artur Maratovich Sokhiyev; * 27. September 2002 in Wladikawkas) ist ein russischer Fußballspieler, der aktuell bei Dynamo Stawropol spielt.

## Karriere
Sochijew begann seine fußballerische Karriere beim FK Digora, ehe er im Februar 2020 in seine Geburtsstadt zu Spartak Wladikawkas wechselte, wo er zu einem Spiel in der Perwenstwo PNL kam. Im August desselben Jahres wechselte Sochijew in die Premjer-Liga zum FK Rostow. Dort wurde er zunächst ins Team der U19 eingeteilt, kam aber doch zu drei Einsätzen für die Profis. Sein Debüt für Rostov gab er am 18. Oktober 2020 (11. Spieltag), als er ca. eine halbe Stunde vor Schluss ins Spiel kam und das 2:0 vorbereitete.
Nachdem er bei den Profis nicht mehr zu Einsatzzeiten gekommen war, wechselte er bis zum Saisonende auf Leihbasis zum FK Essentuki. Nach seiner Rückkehr wechselte er nach Armenien zum SC Norawank. Nach acht Einsätzen in der Liga, verließ er den Verein im Januar 2022 wieder. Ende Februar schloss er sich Dynamo Stawropol an. Dort debütierte er auch schon am 6. März 2022 bei einer 2:3-Niederlage, als er über die vollen 90 Minuten spielte.